# ゴルカ・イサギレ
ゴルカ・イサギレ・インサウスティ(Gorka Izagirre Insausti、1987年10月7-)は、スペイン、バスク州ギプスコア県オルマイステギ出身の自転車競技(ロードレース)選手。弟のヨン・イサギレも同じく自転車競技選手。姓は「イサギーレ」、「Izaguirre」、「Izuguirre」などとも表記される。

## 来歴
2009年、Contentpolis Ampoでプロデビュー。当チームが2009年限りで解散したため、地元バスクのUCIプロチーム、エウスカルテル・エウスカディへ移籍。同年のツール・ド・ルクセンブルクの第4ステージで優勝する。
2013年にエウスカルテルが解散したことを受け、2014年に同じスペインのUCIワールドチーム・モビスターに移籍。初出場したブエルタ・ア・エスパーニャの第1ステージ(TTT)で優勝。総合37位で完走した。
2017年はパリ～ニースで総合4位に入り、一躍その名を轟かせる。ジロ・デ・イタリアでは第8ステージで4名での逃げが決まるなか、最後のコーナーで鋭いアタックを仕掛ける。ルイス・レオン・サンチェスやジョヴァンニ・ヴィスコンティの追撃を抑えてステージ優勝を果たした。
2018年、弟が前年に移籍したバーレーン・メリダに移籍。
2019年、兄弟そろってアスタナ・プロチームへ移籍。
2022年、モビスター・チームに移籍。
2024年、弟が所属するコフィディス・ソリュシオンクレディに移籍。

## 主な成績
2010年
- ツール・ド・ルクセンブルク  第4ステージ 優勝

2011年
- ツール・デュ・オー・ヴァル  総合10位
- ツール・ド・フランス  総合66位

2012年
- ツール・ド・フランス  総合39位

2013年
- ツアー・ダウンアンダー  総合7位

2014年
- クラシカ・プリマヴェーラ  優勝
- ジロ・デ・イタリアでは、エースのナイロ・キンタナの総合優勝をアシストしつつ総合83位で完走。
- ブエルタ・ア・エスパーニャ
  - 第1ステージ(TTT) 優勝
  - 総合37位

2015年
- ツアー・ダウンアンダー  総合8位
- パリ～ニース  総合9位
- ツール・ド・フランスでは、キンタナの総合2位と新人賞、アレハンドロ・バルベルデの総合3位をアシスト。自身もチーム総合優勝の表彰の際パリの表彰台に登壇した。総合32位。

2016年
- ドバイ・ツアー  総合5位
- クラシカ・プリマベーラ  2位

2017年
- パリ～ニース  総合4位
- グラン・プレミオ＝ミゲル・インドゥライン  8位
- クラシカ・プリマベーラ  優勝
- ジロ・デ・イタリア
  - 第8ステージ 優勝
  - 総合28位

2018年
- パリ～ニース  総合3位
- スペイン選手権　優勝（ロードレース）

2019年
- ツール・ド・ラ・プロヴァンス　総合優勝

2020年
- グラン・トリッティコ・ロンバルド（英語版） 優勝